# Agrypon caribbaeum
Agrypon caribbaeum là một loài tò vò trong họ Ichneumonidae.